# Pervo-Kris
Pervo-Kris (norska: Pervokris), norsk burlesk skämtserie om en sexgalning av Kristian B. Walters som skapades 1990. Har publicerats i Pyton, Mega-Pyton och Myrkky.